# مصطفى أحمد سلامة
مصطفى أحمد سلامة هو إعلامي ومخرج أردني، دخل موسوعة غينس العالمية عام 2010، وأسس حوالي 10 قنوات تلفزيونية وعليه فقد لقب بصانع القنوات التلفزيونية.
يشغل حالياً منصب الأمين العام لاتحاد المنتجين العرب في دول مجلس التعاون الخليجي، الذي يعمل من خلال مجلس وزراء الإعلام العرب، وتحت مظلة جامعة الدول العربية. 
بدأ مشواره الفني بإخراج المسرحيات، وتميز بمسرحية «العدالة الراحلة» التي نال عليها جائزة أفضل إخراج وعمل متكامل في المهرجان المسرحي الأردني الثالث. أسس شركة الوان للإنتاج الفني في عمان بداية عام 1991، وقام بإنتاج وإخراج الكثير من الاعلانات والبرامج الوثائقية لعدة محطات تلفزيونية. وفي عام 1996 انتقل للعمل في دبي وأسس فرع للشركة هناك، حيث أصبحت هي المقر الرئيسي. وهو مستشار إعلامي لثلاث جهات حكومية [بحاجة لمصدر] في دولة الإمارات العربية المتحدة. نال عدة جوائز تقديرية ومنها جائزة أفضل مؤسسة ترعى إبداعات الطفولة من جائزة الشيخة لطيفة بنت محمد بن راشد آل مكتوم من 2002 ـ 2007 عن مجمل أعماله تلفزيونية.

## القنوات التلفزيونية
اسس حوالي 10 قنوات فضائية هي: قناة إنفنيتي الفضائية، قناة السفر العربي، قناة ديرة، ليبرا، حواس، الاقتصادية، قناة شام، لطيفة، المملكة.

## سطور مميزة في تاريخه

### انجازات
1. أحد مؤسسي مسابقات السيتي لاين وهو أول شركة اتصالات تلفزيونية في دولة الإمارات العربية المتحدة تقوم على مبدأ خدمات الهاتف1998.
2. مستشار إعلامي لأهم ثلاث جهات حكومية وخاصة في دولة الإمارات العربية المتحدة ابتداء من 1997.
3. مؤسس ومالك لشركة إنتاج تلفزيونية متخصصة بالبرامج والأفلام الوثائقية والإعلانات (ألوان للإنتاج الفني) حاصلة على عدة جوائز منها (أفضل مؤسسة ترعى الطفولة في الإمارات – أفضل أداء متميز لعام 2002 من لندن).
4. أحد مؤسسي ملتقى القلم العربي أبو ظبي.
5. مدرس لمادة الاتصال الجماهيري في جامعة عين شمس ـ فرع الإمارات.
6. الرئيس الفخري مجلس أمناء جامعة الحياة الجديدة.
7. تأسيس وتنفيذ وثيقة الإبداع التي وقع عليها حكام الإمارات وقدمت للمغفور له الشيخ زايد بن سلطان آل نهيان 2003.
8. مؤسس حملة الأيادي البيضاء، أكبر حملة إعلامية لخدمة قضايا المراة 2008.
9. تأسيس وتنفيذ حملة «أنا أحب الإمارات»، أكبر حملة وطنية إعلامية لخدمة الهوية الإماراتية برعاية من رئيس الدولة 2007.
10. مدير ملتقى المنتجين العرب الذي عقد في جامعة الدول العربية 2008.
11. مؤلف كتاب صناعة النجوم.

### التعليم وجوائز
1. الحصول على أكثر من 500 شهادة تقدير من جهات مختلفة.
2. حاصل على جائزة أفضل إخراج مسرحي عام 1991.
3. حاصل على جائزة أفضل إخراج مسرحي عام 1991.
4. حاصل على الدكتوراة الفخرية في الإعلام من الجامعة الأمريكية للعلوم والتكنولوجيا ـ 2011.

### تميزه
1. أصغر معيد في كلية الفنون التي تخرج منها 1990.
2. أول شخص في العالم العربي ينتج برنامج كرتوني ويبث على الهواء مباشرة (75) حلقة مع قناة دبي الفضائية عام 1999 بعنوان (مدهش أستاذ المفاجآت).
3. أحد وأصغر مكرم من الاتحاد العام والرابطة الوطنية لتربية الطفل بالمساهمة في ثقافة الأطفال في الأردن على مر عشر سنوات، وقد صدر كتاب يؤرشف هذه الشخصيات تحت رعاية الملكة نور وهو من ضمن الأسماء المكرمة في هذا الكتاب أما بقية الشهادات والجوائز فهي موجودة في السيرة الذاتية 1990.
4. غلاف لمجلات عالمية لـ4 مرات.

### مناصب
1. الأمين العام لإتحاد المنتجين العرب لأعمال التلفزيون ـ جامعة الدول العربية.
2. رئيس المجلس العربي للإعلام السياحي ـ المنظمة العربية للسياحة.
3. رئيس الشبكة العربية للبث المشترك.

## سجل غينيس 2010
تم تسجيل سلامة كصاحب رقم قياسي في موسوعة غينيس للأرقام القياسية كأول إعلامي يقوم بعمل برنامج يبث على 70 قناة عربية 2010.، حيث استطاع تحطيم رقم قياسي في الموسوعة ببثه برنامج «المرأة النموذج»، الذي بدأ بثه في 7 أبريل عام 2010، على 70 قناة عربية، تضم أهم المحطات الفضائية الحكومية والخاصة من أجل مناصرة المرأة وقضاياها. 